# Emil Schildt
Emil Schildt (ur. 1958) – duński fotografik, z wykształcenia muzyk. Fotografią zainteresował się w 1980, a od 1987 zajmuje się wyłącznie pracą artystyczną. Wykłada fotografię w Vrå Folkehøjskole.
Fotografuje głównie akty, stosując technikę malowania światłem. Odbitki swoich zdjęć barwi różnymi technikami (np. cyjanotypia).